# Общество финансирования радиовещания
Общество финансирования радиовещания (Société financière de radiodiffusion, SOFIRAD, СОФИРАД) — государственный медиа-холдинг Франции в 1942—2017 гг., имевший доли в капиталах теле- и радиокомпаний:
- «Радио Монте Карло» (вошла в 1944 году, вышла в 1998 году) в Монако, передавало одну франкоязычную радиопрограмму на длинных волнах;
- «Эуроп 1» (вошла в 1954 году, вышла в 1986 году) в Саарбрюккене (Германия), передавало одну франкоязычную радиопрограмму на длинных волнах;
- «Сюд Радио» (в 1961 году, вышла в 1986 году);
- Монакское общество эксплуатации и исследования радиовещания (Société Monégasque d’exploitation et d'études de radiodiffusion, SOMERA, СОМЕРА) — основано в 1972 году совместно с Монако, в 1996 году передано РФИ, передавало на средних волнах арабоязычную радиопрограмму «Монте Карло Дуалийя» (Monte Carlo Doualiya).
- «Французское агентство развития медиа» (Agence française de développement médias) в 1989—2004 гг. — осуществляло продажу французских телепередач иностранным телеорганизациям, в 2004 году передано «Франс Телевизьон» и «Арте Франс»;
- «Общество радиовещания Заморской Франции» (вошла в 1955 году, вышла в 1964 году) — осуществляло радиовещание в заморских департаментах и заморских территориях Франции, перешла в непосредственное владение Управления французского радиовещания и телевидения;
- 16 % акций Французского рекламного агентства (вошла в 1969 году).